# Donacia hirtihumeralis
Donacia hirtihumeralis là một loài bọ cánh cứng trong họ Chrysomelidae. Loài này được Komiya & Kubota miêu tả khoa học năm 1987.